# Croix de cimetière de Kaysersberg
La croix de cimetière de Kaysersberg est un monument historique situé à Kaysersberg, dans le département français du Haut-Rhin.

## Localisation
Ce bâtiment est situé au Erlenbad à Kaysersberg.

## Historique
Cette croix fut installée dans le premier quart du XVIe siècle, après que le cimetière de l'église paroissiale eut été déplacé hors des murailles de la ville.
L'édifice fait l'objet d'un classement au titre des monuments historiques depuis 1995.